# الإنترنت الفيكتوري (كتاب)
الإنترنت الفيكتوري: قصة التلغراف الملفتة للنظر لرواد الاتصال في القرن التاسع عشر (بالإنجليزية: The Victorian Internet: The Remarkable Story of the Telegraph and the Nineteenth Century's On-Line Pioneers)‏ هو كتاب نُشر بواسطة ووكر أند كومباني في شهر سبتمبر العام 1998م بقلم توم ستانداج، يُناقش تطوّر واستعمال التلغراف الكهربائي (Electrical telegraph) خلال النصف الثاني من القرن التاسع عشر والتشابه بين التلغراف وشبكة الإنترنت التي طُوّرت في نهاية القرن العشرين.
إنّ الفكرة الأساسيّة من الكتاب هي عن المُقارنة هاتين التقنيتين، حيث يميل الكاتب إلى أنّ التلغراف هو التقنية الأكثر أهمية لأن امتلاك إمكانيّة التواصل عالميّاً، والتي كانت غير موجودة بالأساس، هي النقلة نوعية الكُبرى مُقارنةً بالتغيير الذي أحدثته شبكة الإنترنت.

## المحتوى
يصفّ الكتاب كيف كان استخدام التلغراف لأغراض اقتصادية أو عسكريّة أو للتواصل الاجتماعيّ في القرن التاسع عشر مُشابهاً للاستخدام المُعاصر لشبكة الإنترنت، بالإضافة لقصص غير اعتياديّة ارتبطت بالتلغراف، مثل علاقة حب نشأت عبر الأسلاك أو عملية إيقاع بمجرمين كان التلغراف جزءاً منها، وغيرُها.
نشأت علاقات بين مُشغلي التلغراف نتيجة التواصل الدائم، وهذه النوع من العلاقات مُشابه للعلاقات التي تنشئ اليوم بالتواصل عن بعد عبر شبكة الإنترنت. في كلا التقنيتين، استخدمت طرق لترميز النص، وأشكالٌ مُختلفة من الاختصارات واللغات العاميّة، كما تطلّبت كلتاهما خُبراء أمنيّن وكانتا هدفّاً حاول المُجرمون استغلاله.

## النقد
تلقى الكتاب مُراجعات نقدية إيجابية بالمُجمل. مجلة سميثسونيان (Smithsonian) أعطت الكتاب مراجعة إيجابيّة لكنّها علقت عليه بأنّه:" ليس الكتاب المناسب للقراء الذين يريدون نظرة مُتعمقة إلى حياة العلماء المخترعين مثل توماس أديسون وتشارلز ويتستون، أو التاريخ المالي المُفصّل لشركات مثل ويسترن يونيون، أو التعامل التقني مع مواضيع مثل تطوير أنظمة الإشارة أو الكابلات البحريّة"، وكذا صحيفة لوس أنجلوس تايمز التي كان لديها بعض الانتقادات للكتاب ولكنّها أعطته مُراجعة إيجابية.

## وصلات خارجية
- الصفحة الرسمية للكتاب.